# Historias extraordinarias
Pour plus de détails, voir Fiche technique et Distribution.
Historias extraordinarias est un film argentin réalisé par Mariano Llinás, présenté et primé au Festival international du cinéma indépendant de Buenos Aires (BAFICI) en 2008, puis distribué de façon alternative (notamment au Malba). Nicolas Azalbert situe avec ce film au « souffle picaresque » la fin du second Nouveau Cinéma Argentin.

## Synopsis
X tue accidentellement un homme, H est chargé d'une mission qu'il ne comprend pas, Z est obsédé par la vie d'un mort. X, H et Z sont les protagonistes, sans nom ni passé, de trois histoires extraordinaires qui bifurquent à l'infini.

## Fiche technique
- Réalisation : Mariano Llinás
- Production : Laura Citarella
- Scénario : Mariano Llinás
- Photographie : Agustín Mendilaharzu et Ignacio Masllorens
- Montage : Alejo Moguillansky et Agustín Rolandelli
- Musique : Gabriel Chwojnik
- Durée : 245 minutes
- Dates de sortie : 
  - BAFICI ( Argentine) : avril 2008
  - Festival des trois continents ( France) : 26 novembre 2009

## Distribution
- Mariano Llinás : X
- Walter Jakob : Z
- Agustín Mendilaharzu : H
- Daniel Hendler : narrateur
- Juan Minujín : narrateur
- Verónica Llinás : narratrice

## Distinctions
- BAFICI : Prix Spécial du Jury et Prix du Public
- Festival de Miami : Grand Prix du Jury
- Academia de las Artes y Ciencias Cinematográficas de la Argentina : Prix Sud du meilleur scénario